# Karel Veselý-Štainer

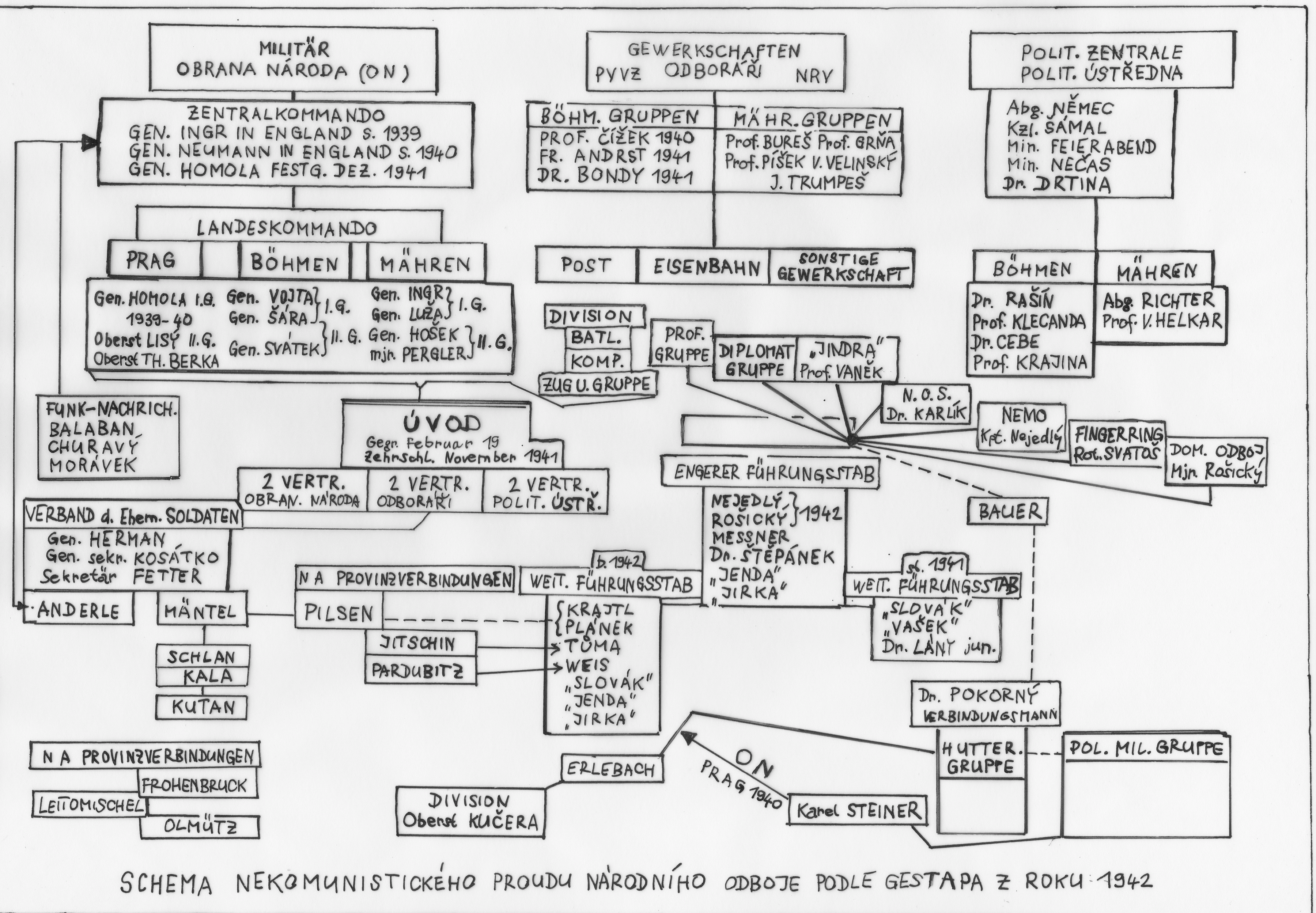
„Gestapácký pavouk“ znázorňující Schéma nekomunistického proudu národního odboje v protektorátu z roku 1942, v prvém dolním kvadrantu (v sekci: POL. MIL. GRUPPE) je uveden Karel STEINER = Karel Štainer-Veselý

Karel Veselý-Štainer (někdy udáván též jako Karel Štainer-Veselý) (2. prosince 1906 Vídeň – 27. listopadu 1993 Praha) byl vojákem z povolání (důstojníkem) československé armády. Za Protektorátu Čechy a Morava se aktivně zapojil do několika struktur domácího protiněmeckého odboje (Obrana národa, Petiční výbor Věrni zůstaneme, Rada tří). (Autor vzpomínkových prací o odboji.) Po druhé světové válce a vítězném únoru 1948 byl v letech 1949 až 1953 nezákonně vězněn komunistickým režimem. V roce 1965 byl rehabilitován. V roce 1966 mu byl udělen Řád práce. V 70. letech 20. století byl odstaven z veřejného života.

## Život

### Studia a práce v armádě do 15. března 1939
Karel Steiner (původní jméno) se narodil 2. prosince 1906 ve Vídni. Po absolvování středoškolských studií na české vyšší reálné škole v Nymburku a složení maturity nastoupil v roce 1924 vojenskou službu u pěšího pluku 2 v Litoměřicích. Z Vojenské akademie v Hranicích byl v roce 1926 vyřazen po jejím úspěšném dokončení v hodnosti poručíka dělostřelectva. Následovala služba u různých dělostřeleckých útvarů. (V té době reprezentoval československou armádu na lyžařských závodech.) V roce 1937 zahájil studium na Vysoké škole válečné v Praze. Ještě před započetím druhé světové války sloužil u dělostřelectva v Domažlicích, ale v počátku konfliktu Domažlice opustil.

### V protektorátu
Po 15. březnu 1939 se aktivně zapojil do protiněmeckého odboje. Podílel se na vybudování Krajského velitelství ilegální organizace Obrany národa Praha–severozápad. V dubnu 1940 se musel uchýlit do ilegality, kde setrval až do května roku 1945. V říjnu 1942 začal budovat novou odbojovou organizaci s využitím odbojářů z přeživších částí gestapem rozbitých dosavadních ilegálních skupin (Obrana národa, Petiční výbor Věrni zůstaneme).

#### Niva
Na jaře roku 1943 pověřil Karel Veselý-Štainer své přátele z řad junácké organizace (nadporučíka Jana Havla z Milavčí a poručíka Josefa Fahrnera) úkolem sestavit ilegální odbojovou skupinu s názvem Niva. Ta měla operovat v jihozápadních Čechách a její krycí označení Karel Veselý-Štainer odvodil od jména svého posledního koně, na němž jezdil u domažlických dělostřelců. Niva sdružovala mladé hochy (asi osmnáct členů junácké organizace, celkem asi 20 osob), kteří byli vedeni dvěma důstojníky (Havel, Fahrner). Skupina si opatřovala střelivo a zbraně, věnovala se sabotážním a podvratným akcím proti Němcům, ale její význam vzrostl především v roce 1945. S přibližujícím se koncem druhé světové války se Nivě podařilo navázat spojení s americkou armádou a v květnu 1945 se účastnila přebírání kontroly na Strakonicku.
Dne 5. května 1945 vypuklo ve Strakonicích protiněmecké povstání řízené právě odbojovou organizací Niva. Příslušníci Nivy odzbrojili Němce, kteří již nekladli vojenský odpor s výjimkou strakonické ulice 5. května, kde při přestřelce přišlo o život několik mladých mužů. Od Vimperka přijela následujiícího dne (6. května 1945) 94. divize americké armády a tímto okamžikem květnové povstání ve Strakonicích skončilo. Ilegální organizace Niva údajně vznikla na Strakonicku a Domažlicku až v březnu 1945, podléhala Radě tří a měla kontakty vedoucí až do zahraničí. Skupině velel v té době poručík Vladimír Bláha. Jedním ze členů Nivy byl i Ladislav Hošek.

#### Rada tří
Novou organizaci budoval Karel Veselý-Štainer společně s profesorem JUDr. Josefem Grňou, kapitánem generálního štábu Josefem Robotkou a divizním generálem Vojtěchem Borisem Lužou. Budovaná organizace byla od roku 1944 známa jako Rada tří (R3 resp. R–3). Poté, co byl generál Vojtěch Luža dne 2. října 1944 zastřelen v obci Hřiště u Přibyslavi, byl podplukovník Josef Svatoň určen Grňou, aby Lužu ve vojenském vedení R3 (v celé oblasti Vysočiny) zastoupil. Svatoň ale velení R3 (svoji moc) převedl obratem na vojenský kolektivní výbor tvořený Karlem Veselým-Štainerem, podplukovníkem Josefem Robotkou a kapitánem Eduardem Soškou. Po smrti Josefa Svatoně (1. listopadu 1944 při uniku z obklíčení gestapem) převzal Karel Veselý-Štainer na podzim roku 1944 funkci vojenského zmocněnce pro celou oblast Čech. V této funkci se výrazným způsobem zasadil o organizování protiněmeckého povstání v závěru druhé světové války.

Spolupracovníci v odboji
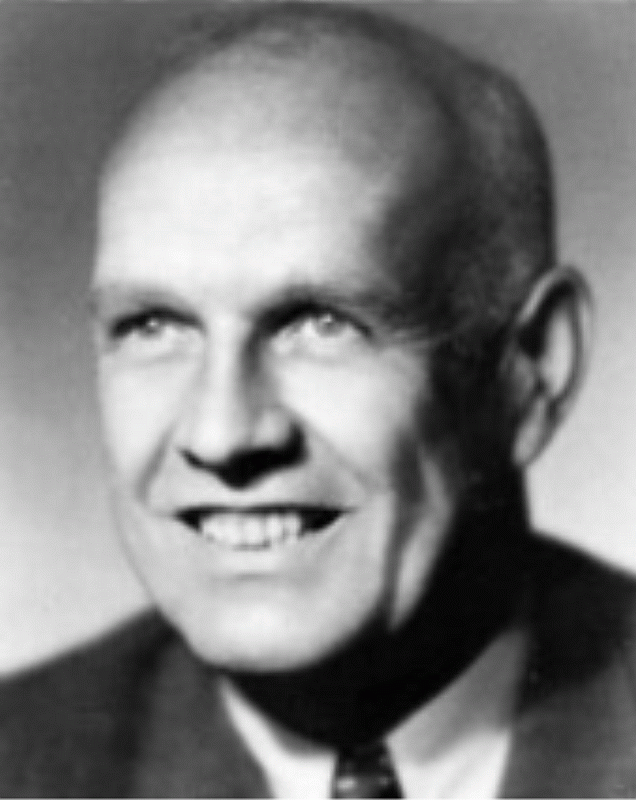
Profesor JUDr. Josef Grňa
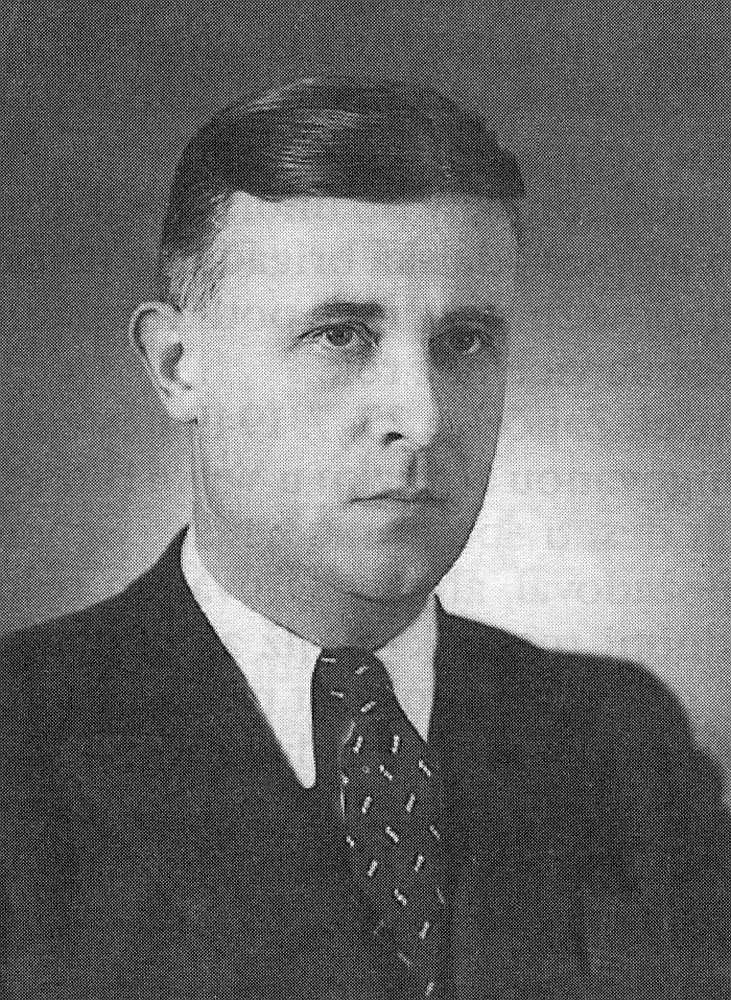
In memoriam generál Josef Robotka
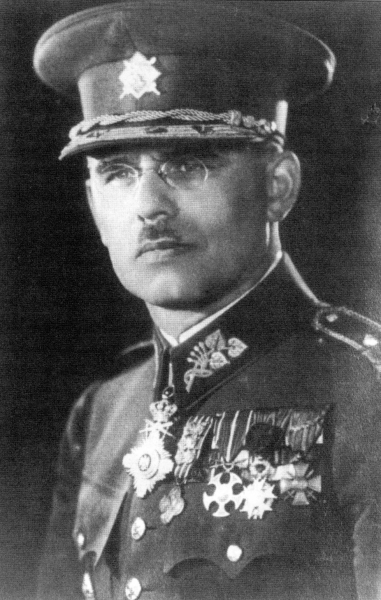
Divizní generál Vojtěch Luža
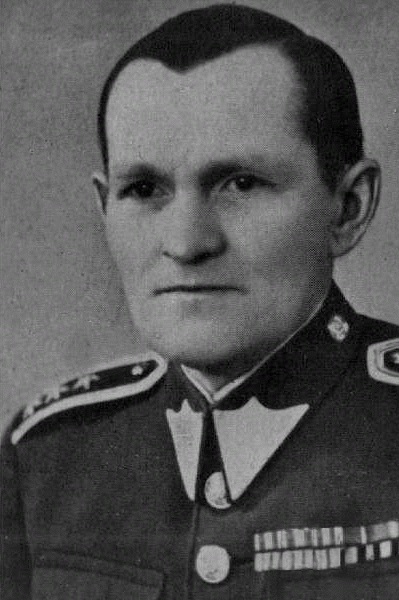
Podplukovník (in memoriam generál) Josef Svatoň (alias „Doubek“)
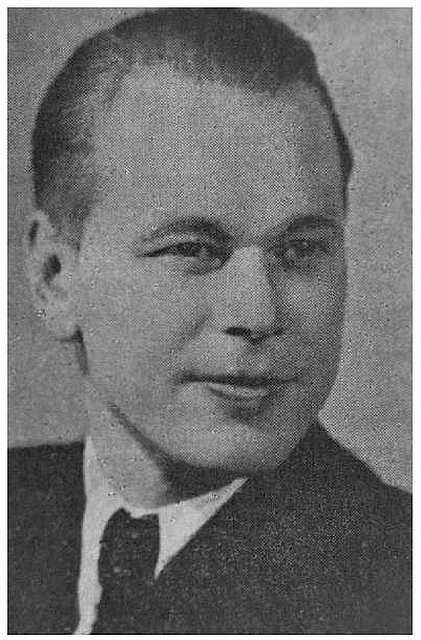
Kapitán Eduard Soška (alias „Eda“ nebo „Skřivánek“)
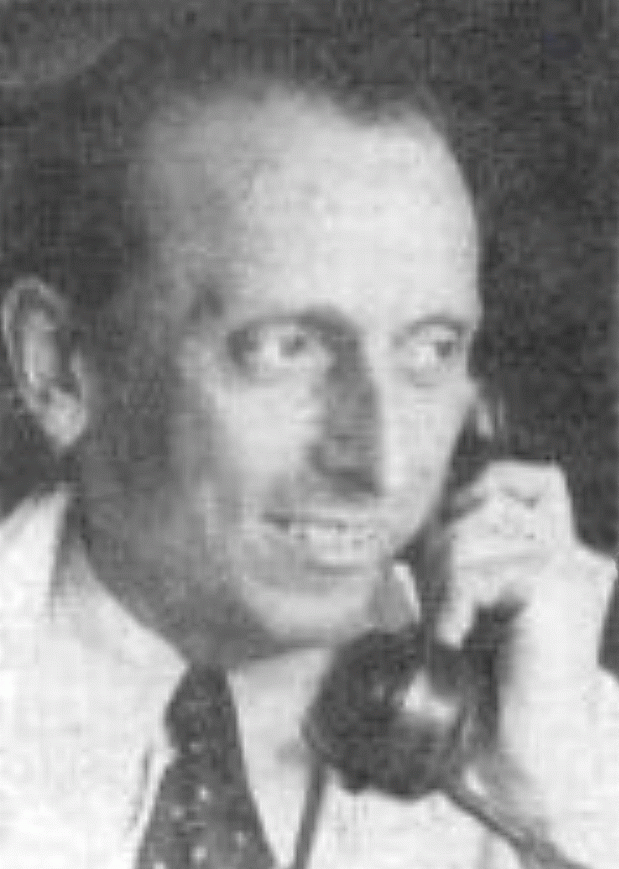
Architekt Lev Krča

### Po druhé světové válce
Po skončení druhé světové války nastoupil Karel Veselý-Štainer do ministerstva vnitra. Tady ze začátku zastával funkci velitele všech bezpečnostních jednotek. Zemským velitelem Sboru národní bezpečnosti v Praze byl ustanoven 1. září 1945 a tuto funkci vykonával až do konce roku 1946. Funkcí přednosty výcvikové skupiny 3. oddělení Ministerstva národní obrany (MNO) byl ustanoven od ledna roku 1947. Slibně se rozvíjející vojenská kariéra, podpořená jeho příklonem ke KSČ, se náhle ukončila v létě 1949, kdy byl zatčen, degradován z hodnosti plukovníka na vojína v záloze a až do roku 1953 nezákonně vězněn komunistickým režimem. Po odpykání trestu a propuštění na svobodu pracoval v různých dělnických profesích, vystaven ze strany vládnoucího režimu systematické šikaně. V roce 1965 byl rehabilitován a v roce 1966 mu byl udělen Řád práce. V 70. letech 20. století byl odstaven z veřejného života. V listopadu 1989 se Karel Veselý-Štainer dožil sametové revoluce. Zamřel o čtyři roky později dne 27. listopadu 1993 v Praze.

## Zhodnocení významu
Po druhé světové válce vypracoval major Karel Veselý-Štainer seznam 200 spolupracovníků v odboji a to včetně nákresů organizační struktury odboje na Českomoravské vysočině. Jenom skupina generála Luži čítala 11 poddílů (ve výčtu byla uvedena i skupina podplukovníka Svatoně). K ochraně velitelství byl určen strážní oddíl „Korbel“. Ten působil v okolí obce Jasíkov u Náměště nad Oslavou. Další skupiny operovaly na Drahanské vrchovině, v Pelhřimově, v Železných horách nebo Domažlicích. Hlášení plukovníka Karla Veselého-Štainera obsahovalo i zmínku o ilegální radiostanici z jara 1944. Tou měl disponovat člen ilegální skupiny z Luk nad Jihlavou (nadšený radioamatér) MUDr. Jiří Motýl.
Karel Veselý-Štainer byl jedním z vůdčích osobností domácího protiněmeckého odboje a to jak v Obraně národa tak i v Petičním výboru Věrni zůstaneme. Spoluzaložil Radu tří, která operovala na většině Moravy a i v části Čech (včetně Prahy). R3 byla orientována na Londýn a měla spojení téměř se všemi výsadky československých parašutistů ze Západu. Karel Veselý-Štainer položil (spolu s Josefem Kubátem z ilegálních odborů) základy České národní rady (ta fungovala od února 1945 do konce 2. světové války). Odbojová skupina Niva, kterou spoluzaložil se Lvem Krčou, vznikla také z iniciativy Karla Veselého-Štainera. A byl to Karel Veselý-Štainer, kdo se podílel na přípravách květnového povstání v roce 1945.
Historiky je ale jeho role vnímána kontroverzně, a to navzdory jeho osobní odvaze. Nedisponoval potřebnou mírou organizačního talentu, byl prchlivý a po druhé světové válce svá pochybení umenšoval a zásluhy neodůvodnitelně zveličoval.

### Letecké dodávky zbraní

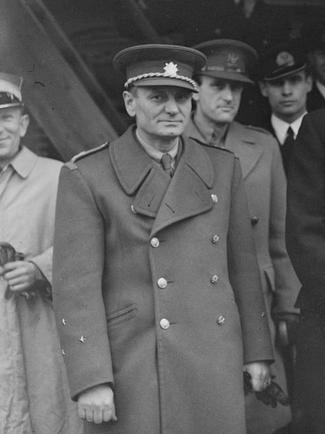
Generál Sergěj Ingr

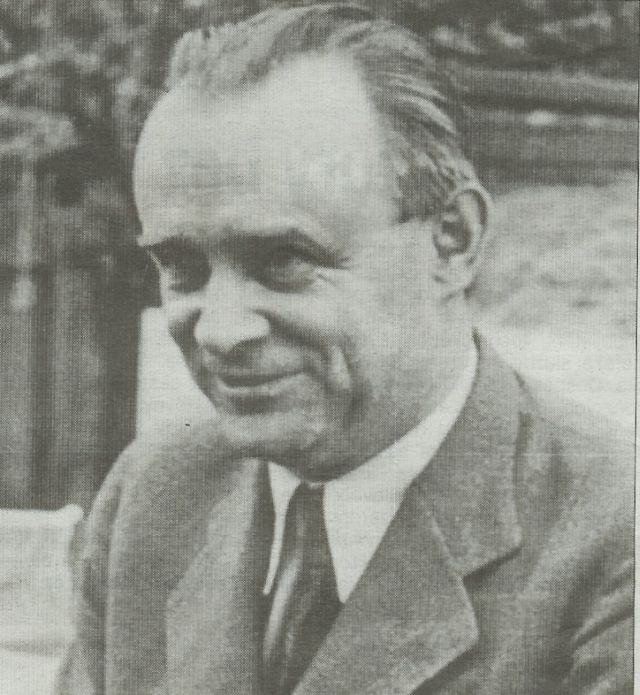
Generál František Moravec

V letech druhé světové války dodalo spojenecké letectvo britských a amerických perutí „special duty“ vzdušnou cestou do českých zemí 65,6 tun shozeného vojenského materiálu a zbraní určených českému nekomunistickému odboji. Od prosince 1944 do května 1945 vysílal londýnský rozhlas cca 200 hesel, která avizovala lety se zásilkami pro český odboj, ale skutečně přijmout se jich zdařilo jen asi 20 (tj. 10 procent).
Poválečná komunistická propaganda vysvětlovala neúspěšnost vzdušných dodávek pro nekomunistický odboj „intrikami Západu, který tím tlumil revoluční nadšení pracujícího lidu“ a zároveň se argumentovalo i tím, že Zápaďáci nebyli ochotni „dát zbraně lidu, protože se báli jeho revolučního odhodlání“. Pokud by byla úspěšnost dodávek ze Západu zdůrazňována, zvýšilo by to autoritu prezidenta Beneše (a londýnského exilu), což by se obrátilo proti zájmu komunistů snižovat roli nekomunistických odbojových skupin za protektorátu. Navíc zde panovala obava, aby úspěchy nekomunistického odboje neovlivnily volby v kvetnu 1946, kde komunisté kalkulovali s volebním úspěchem.
Tomuto trendu odpovídalo i emotivní vylíčení zklamání domácího odboje z nedodaných zbraní, které ve své knize „Cestou národního odboje“ líčil i vojenský zmocněnec rozvětvené vojensko-partyzánské organizace Rada tří (R-3) kapitán generálního štábu Karel Veselý-Štainer (generál Richard). Ačkoliv byla kniha po roce 1948 na indexu a nebyla veřejnosti v knihovnách dostupná, byly z ní vytržené argumenty po desítky let hojně účelově citovány mnoha komunistickými historiky.
Objektivně vzato měly ale nedobré organizační schopnosti samotného Karla Veselého-Štainera velký podíl na řadě neúspěchů při vzdušném shozu zbraní, což ale ani po letech odstupu nebyl autor knihy ochoten uznat. Karel Veselý-Štainer prostřednictvím vysílačky Milada (obsluhované členy paraskupiny Calcium) požadoval od června 1944 masové dodávky zbraní. Nahlásil ale dopadové plochy v místech, kde dosud nebyly vůbec zformovány příjmové skupiny. Tak se stalo, že v únoru 1945 odmítl příjem shozů, dokud nebudou předtím realizovány dva jiné shozy.
Chyby při pozemní signalizaci shozovým letadlům či hrubé organizační chyby českého domácího odboje (např. ohlášené plochy, ale neexistující příjmové skupiny na Pelhřimovsku) způsobené Karlem Veselým-Štainerem zapříčinily krach několika dodávek zbraní (zajišťované polskými letci) českému odboji v průběhu února 1945. Není divu, že byl Karel Veselý-Štainer později nespravedlivě obviňován ze sabotáže.
Po druhé světové válce dne 7. června 1945 se člen KSČ a zemský velitel Sboru národní bezpečnosti (SNB) v Čechách Karel Veselý-Štainer (povýšený na plukovníka generálního štábu) obrátil na ministerstvo národní obrany s žádostí o vojenské soudní prošetření okolností týkajících se spojení domácího a zahraničního odboje. Důvodem měl být fakt, že „nebylo vždy dostatečně dbáno proseb a přání našeho revolučního hnutí“. Ze strany Karla Veselého-Štainera šlo o mstu za nesplnění požadavku masových dodávek zbraní za zahraničí a zároveň se jednalo o jeho útok na bývalého exilového ministra národní obrany generála Sergěje Ingra a rovněž na již bývalého šéfa vojenské zpravodajské služby generála Františka Moravce.

## Publikační činnost
- VESELÝ-ŠTAINER, Karel. Cestou národního odboje: bojový vývoj domácího odbojového hnutí v letech 1938-1945. 1. vydání. Praha: Sfinx Bohumil Janda, 1947; 295 stran. Kořeny doby; svazek 12. Nové cíle; svazek 1021. Kmen.[6][3]

## Dovětek
Ve sbírkách Vojenského historického ústavu (VHÚ) Praha je uložena falešná Všeobecná občanská legitimace protektorátu Čechy a Morava vystavená dne 12. prosince 1940 na fingované jméno Josef Tomášek (narozen 15. dubna 1905 v Praze). Legitimace v podobě knížky (o 10 stranách textu) vázané v kartonových deskách (potažených červeným papírem) má rozměry 13,4 x 8,2 cm a patřila Karlu Veselému-Štainerovi.